# Кошевска лака пјешадијска бригада
Кошевска лака пјешадијска бригада је била пјешадијска јединица Војске Републике Српске у саставу Сарајевско-романијског корпуса.

## Историјат
Команда СРК је својим организацијским наређењем од 20. маја 1992. године формално, између осталих, озваничила и Кошевску лаку пјешадијску бригаду као једну од јединица СРК у настајању. Ова лака пјешадијска бригада је већ била формирана на простору српских насеља: Пољине, Радана, неколико мањих села, као и од дијела војних обавезника који су избјегли из Сарајева и уточиште нашли у овим насељима и околини, највећим дијелом на простору сарајевске општине Центар. Република Српска БИХ није формирала српску општину Центар па су се ова насеља самоорганизовала и како се примицала опасност од избијања ратних сукоба у Сарајеву и околини, тако су у овим српским насељима, по угледу на Кризне штабове у сусједним српским насељима, спровођене непосредне припреме за одбрану. У овим насељима, настањеним претежно српским становништвом, није било значајнијих капацитета нити претпоставки за формирање веће војне јединице и полицијских снага како је то било предвиђено "Упутством о раду у ванредним условима" па ипак је уз потпуну мобилизацију свог расположивог људства успјешно формирана једна мања лака пјешадијска бригада четног састава. На територији са које је формирана ова јединица није било никаквих војних капацитета и то је био један од хендикепа за њено успјешно формирање. Без људских и материјалних могућности да развије јединице за подршку и обезбјеђење борбених дејстава ова бригада је умногоме зависила од сусједних јединица и корпусних јединица подршке. Команда Кошевске лаке пјешадијске бригаде је прије уласка бригаде у састав СРК, сама одредила зону одговор ности, која се поклапала са територијом поменутих насеља. Десно, у рејону Ораховог бријега, граничила је са Вогошћанском лпбр, лијево, у рејону Орловог крша са 2. р мтбр, а по дубини обухватала је објекат Претржањ. Бригада је покривала дио фронта у дужини од око 7 км, распоређена у линијском систему одбране. Уласком у састав СРК ово је само потврђено, бригада није доживјела
никаквих промјена. Командно мјесто Кошевске лаке пјешадијске бригаде било је у Алапи-Радава изнад Пионирске долине. Командант бригаде био је капетан прве класе Мирослав Крајишник.
Бригада је расформирана 25. фебруара 1994. године када је ушла у састав новоформиране 3. сарајевске бригаде.